# جیباناگار
جیباناگار (به لاتین: Jibannagar) یک منطقهٔ مسکونی در بنگلادش است که در ناحیه چوادنگه واقع شده‌است. جیباناگار ۱۹۹٫۳۲ کیلومتر مربع مساحت و ۱۷۹٬۵۸۱ نفر جمعیت دارد.